# Icosidodecaedro
O icosidodecaedro é um Sólido de Arquimedes.
É um poliedro com vinte faces triangulares regulares e doze faces pentagonais regulares. Um icosidodecaedro tem 30 vértices idênticos, onde se  encontram dois triângulos e dois pentágonos. Tem 60 arestas idênticas, cada uma separando um triângulo de um pentágono.
O Poliedro dual do Icosidodecaedro é o Triacontaedro rômbico.

## Área e volume
Área A e o volume V de um Icosidodecaedro de lado a:
{\displaystyle A=(5{\sqrt {3}}+3{\sqrt {5}}{\sqrt {5+2{\sqrt {5}}}})a^{2}\approx 29,306~a^{2}}
{\displaystyle V={\frac {1}{6}}(45+17{\sqrt {5}})a^{3}\approx 13,8355~a^{3}}